# 마식령 스키장

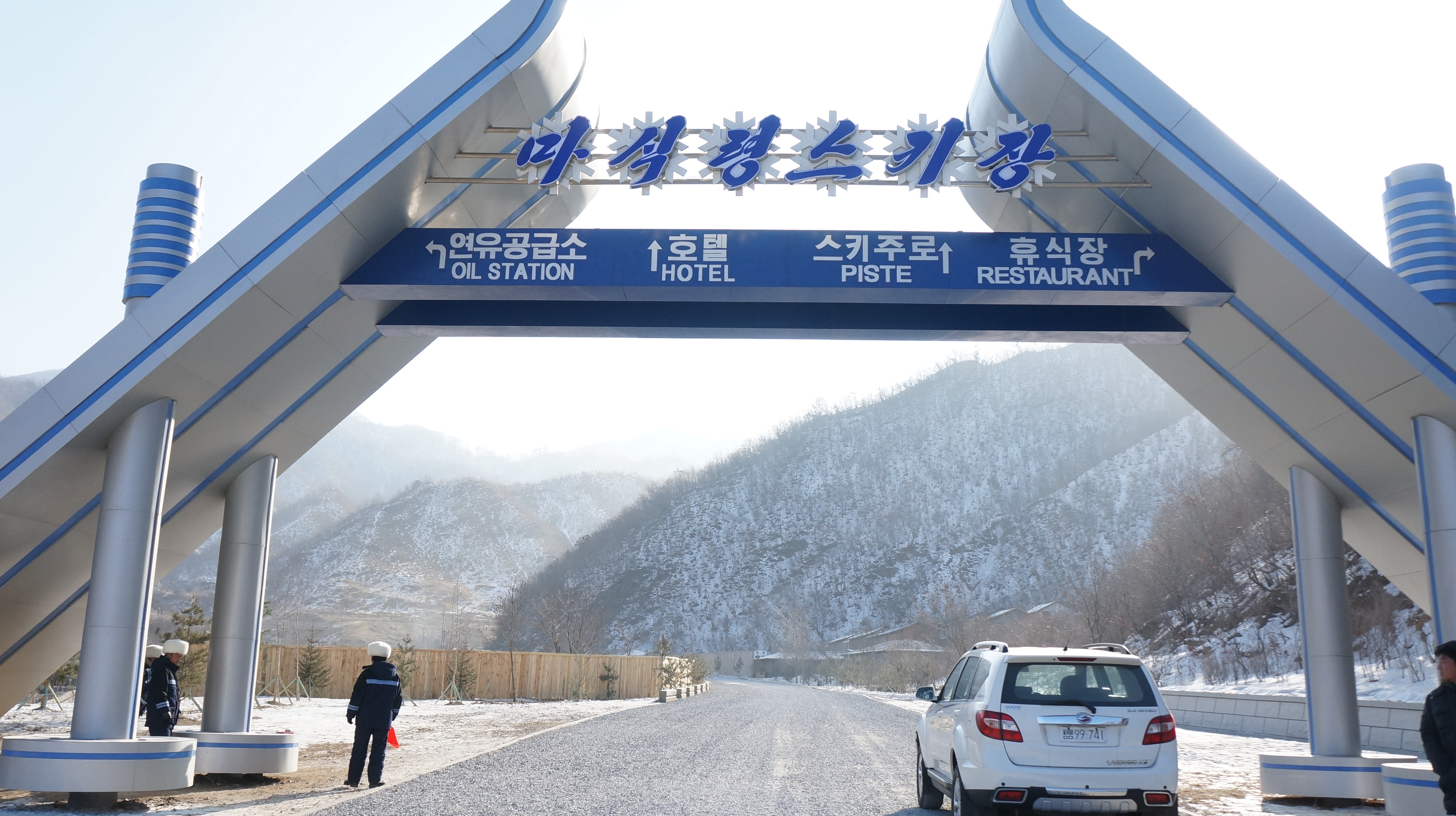
마식령 스키장의 입구

마식령 스키장(馬息嶺스키場)은 조선민주주의인민공화국 정부가 국영사업으로 강원도 원산시 인근의 마식령에 건설한 스키장이다. 소재지는 법동군 작동리이다. 김정은 위원장이 경제 강국 건설의 모델로 제시한 원산관광특구 개발계획의 한 내용이다. 조선민주주의인민공화국은 개성관광특구, 금강산관광특구, 백두산관광특구, 칠보산관광특구, 원산관광특구, 평양관광특구의 6개 관광특구를 개발할 계획이다.
김정은은 마식령 스키장을 중점 과업으로 삼았고, 2013년 내내 여러 번 시찰하였다. 또한 '마식령 속도전'이라는 프로파간다를 통해 자신의 체제 유지에 이용했다. 특히 장성택 처형 이후에는 스키장 관련 공을 세운 인물들에게 표창하는 식으로 민심을 수습하는 용도로 썼다. 개장 이후에는 데니스 로드먼, 안토니오 이노키 등을 초청해 적극 선전하였다.
마식령 스키장은 본래 2013년 10월 10일에 개장하기로 되어 있었으나, 집중 호우와 산사태로 인해 2014년 1월 1일로 늦춰졌다. 시설은 본래 스위스, 이탈리아 등지에서 들여오기로 했으나 대북 제재로 인해 수입하는 데 차질을 빚었다. 그 리프트 등 스키 장비는 백두산 삼지연에 있는 것을 떼어 오거나, 제3국을 통해 밀반입한 것으로 충당하였다.

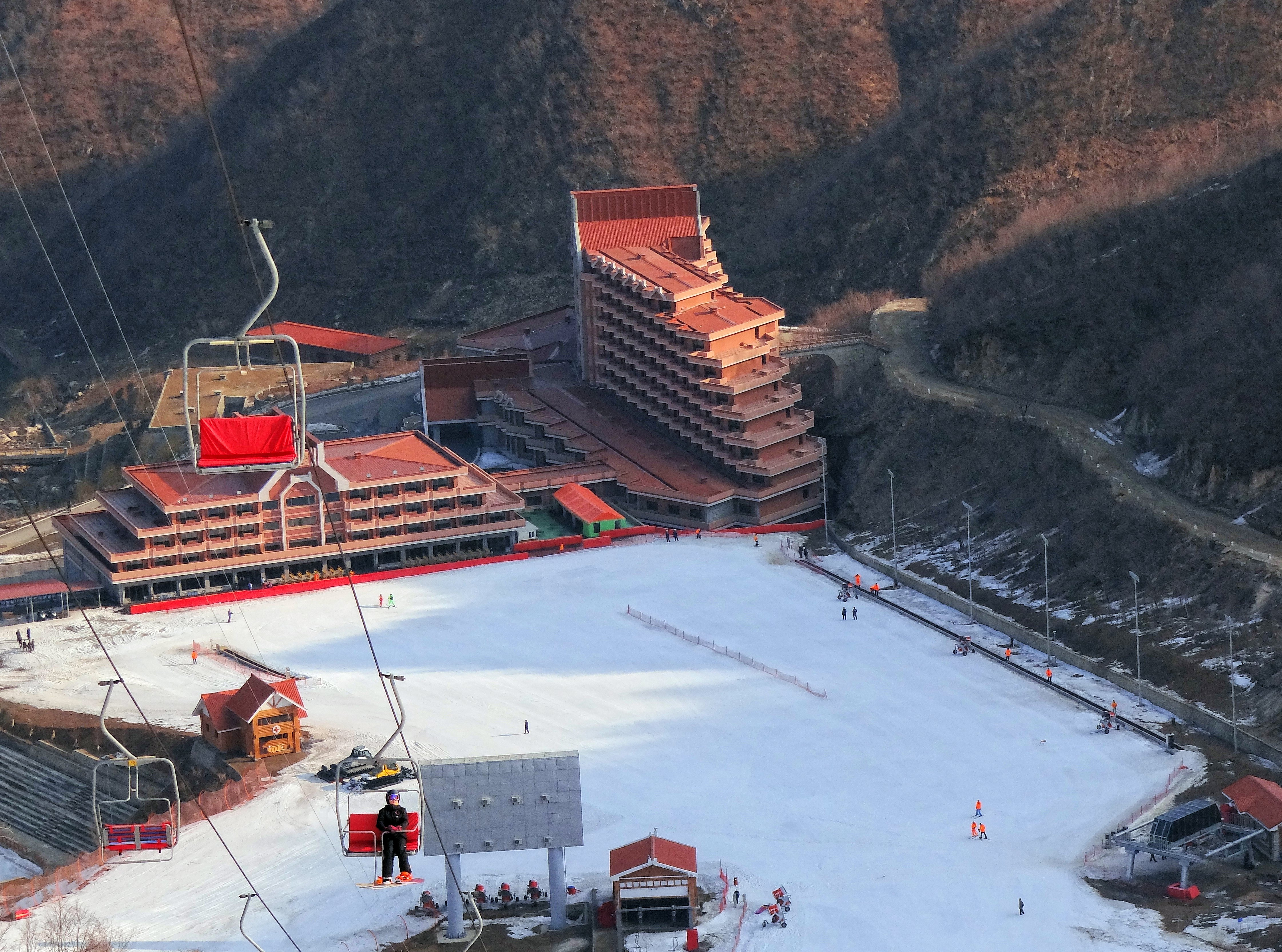
마식령 호텔

## 배경
2013년 1월 22일 평화자동차 사장 박상권은 연합뉴스 인터뷰에서, 2012년 12월 원동연 부부장에게 김정은이 마식령에 스키장을 개발하기로 했다는 얘기를 들었다고 말했다. 그는 조선민주주의인민공화국이 원산을 관광특구로 개발하기로 했다면서, 그 일환으로 원산비행장을 개발하고 관광객이 여름에는 송도원해수욕장과 명사십리해수욕장을 찾고 겨울이면 마식령에서 스키를 탈 수 있게 하는 종합관광계획을 세웠다고 밝혔다.
4월 24일 남북포럼 대표 김규철은 조선민주주의인민공화국의 관광사업 계획서를 중국에서 입수했다는 기자회견을 열었다. 문서에는 조선민주주의인민공화국이 원산, 칠보산, 백두산 관광지를 개발하고 있으며, 원산 관광지에는 갈마비행장의 국제화, 원산항 여객 부두 확장, 갈마비행장과 마식령 스키장을 잇는 도로망 확충 등의 내용을 담겨 있다고 전했다.
조선민주주의인민공화국은 마식령 스키장 건설과 동시에, 북한 지역의 유일한 국제공항인 평양국제공항에 이어 제2의 국제공항을 원산시에 건설할 계획이다. 공군기지 갈마비행장을 이전하고, 그 부지에 원산국제공항을 건설할 계획이다.원산갈마공항 공사가 끝나면 활주로 길이가 현행 2,050 m에서 3,500 m로 확장된다. 또 항공기 12대가 계류할 수 있으며, 금강산관광특구, 원산관광특구, 마식령 스키장을 중심으로 연간 120만명의 관광객을 처리할 계획이라고 밝혔다.
후지모토 겐지는 자유아시아방송에서 김정은이 스노우보드를 즐기고 도쿄 디즈니랜드를 여러번 방문한 뒤 마식령 스키장과 유원지를 건설했다고 말했다.
한편 YTN은 강원도 원산 출신인 김정은이 '출생지 우상화'를 위해 마식령 스키장을 지어 그곳을 국제 관광도시로 만든다는 분석을 내놓았다.

## 건설
5월 27일 김정은은 해군 제291군부대를 시찰하면서 마식령스키장 건설현장도 찾아갔다. 김정은은 "마식령스키장을 세계적인 스키장으로 꾸리려는 것은 당의 확고한 결심"이라 말했다.
5월 31일에는 국제소년단야영소와 청년야외극장을 현지지도하면서 야영소를 겨울에도 운영하여 청소년들이 인근에 들어설 마식령스키장에서 스키도 탈 수 있게 해줘야 한다며 스키장을 다시 언급했다.
2013년 6월 5일 김정은은 조선중앙통신을 통해 "마식령 스키장 건설을 올해 안으로 무조건 끝내자"는 대국민 호소문을 발표하였다.
김정은이 집권 이후 건설을 주제로 대국민 호소를 한 것은 이번이 처음이다.
당일 스키장 건설현장에서는 이에 화답하는 궐기대회가 열렸다.
6월 9일엔 김영남이 건설 현장을 시찰하였다.
6월 24일 평양 김일성 광장에서 김정은은 '속도전'을 주문하였다.
노동신문은 건설사업을 돕기 위헤 전역에서 기관과 주민들의 지원이 잇따르고 있다며 군인, 학생, 예술단체들의 활약을 보도했다
6월 10일 노동신문은 '마식령 속도'를 대대적으로 선전하는 기사들을 보도했다.
8월 22일에는 마식령 속도를 형상화한 선전화를 공개했다.
9월 20일 조선직업총동맹은 중앙회의에서 '마식령속도 창조자들의 투쟁정신과 기풍'을 따라 배우자고 역설했다.
6월 18일에는 장마주의보를 내면서 건설 현장 관리를 지시하는 말을 덧붙였다.
6월 20일엔 유럽 전문가가 스키장을 찾아왔고
7월 8일 유엔 사무총장 스포츠 특별보좌관 윌프리드 렘케도 능라 인민체육공원, 평양 국제축구학교, 양각도 체육촌과 함께 스키장 건설 현장을 방문했다.
월프리드 렘케는 8월 28일 중앙일보 인터뷰에서 조선민주주의인민공화국을 방문했을 때 가장 기억에 남는 시설로 마식령 스키장을 꼽았다.
7월 16일엔 집중호우로 인해 현장에서 산사태 피해가 발생했다.
9월 13일 북한은 '마식령 속도' 호소 이후 100일만에 85%의 공정률을 보였다고 주장했지만,
BBC는 산사태 때문에 개장 예정일인 10월 10일에도 여전히 공사중이었다고 전했다.
노동신문은 9월 22일 송전선 연결 작업을 마쳤으며
10월 13일 송변전계통공사를 완료했다는 소식을 전했다.
조선민주주의인민공화국 당국은 10월 14일 랴오닝성 단둥에서 열린 '제2회 북·중 무역박람회'에서 마식령 스키장이 2014년 1월에 개장한다고 언론에 말했다.
김정은은 10월 3일 미림승마구락부와 마식령 스키장 가동을 위해 승마복과 스키복을 점검하고
8월 18일에 이어
11월 3일에 스키장 건설현장을 다시 시찰하였다.
11월 30일에는 사자봉체육단 스키선수들의 훈련을 관전하며 마식령스키장을 다시 언급했다.
스위스 정부는 6월 6일 스키장 시설 관련 업체들에 조선민주주의인민공화국과 거래하지 말 것을 권고했다고 자유아시아방송에 말했다.
8월 19일에는 조선민주주의인민공화국이 곤돌라와 리프트를 구입하기 위해 바르톨레트 마시넨바우와 맺은 700만 스위스 프랑 규모의 계약을 불허하였다.
오스트리아,
프랑스,
이탈리아 정부
역시 대북 제재를 이유로 스키장비 수출을 금지하였다.
아시아국제인권 대표 가토 겐은 오스트리아 정부 등에 조선민주주의인민공화국에 스키장 관련 시설을 수출하지 말라고 접촉한 것으로 알려졌다.
7월 27일 박상권은 평양의 소식을 다루며 마식령 스키장 시설 문제에 대해 "백두산 근처 스키장의 리프트를 뜯어와서라도 완공을 마무리한다는 방침"이라고 전했다.
8월 24일 북한스키협회는 대변인 담화를 통해 일부 나라의 스키장 설비 금수조치는 '유엔헌장에 대한 난폭한 유린'이라고 비난했다. 조선중앙통신 역시 8월 30일 스키장비 수출 금지 조치를 비난하며 스키장은 "보란 듯이 세워질 것"이라 논평했다.
'우리투어스' 대표 안드레아 리는 11월 16일 미국의 소리에서 조선민주주의인민공화국에 호텔, 의료시설 뿐 아니라 스키를 타다 부상당한 관광객을 평양으로 이송할 수 있는 헬리콥터 이착륙장까지 구비되어 있다는 말을 들었다고 언급했다.
조선민주주의인민공화국은 건설 자금을 대기 위해 해외 공관 직원 및 파견 근로자에게 1인당 300달러를 송금하라 지시했고 조총련에도 지원을 부탁했다. 자금 사정이 좋지 않은 조총련은 이에 반발하였다.
12월 13일 장성택 처형 다음날인 12월 14일 김정은은 민심 수습을 위해 평양체육관에서 열린 대대적인 포상 행사에서 마식령 스키장 건설에 공을 세운 사람들에게 주로 표창을 수여하였다. 다음날인 12월 15일에는 스키장을 공개적으로 시찰하였다.
2013년 11월 3일 기준으로, 외국인 전용 객실 250개의 8층짜리 호텔과 주민용 150 객실 규모의 호텔을 짓고 있다. 스키장의 정상인 대화봉까지 연결하는 삭도(케이블카)를 중국에서 구입해 공사를 진행 중이다.

## 개장

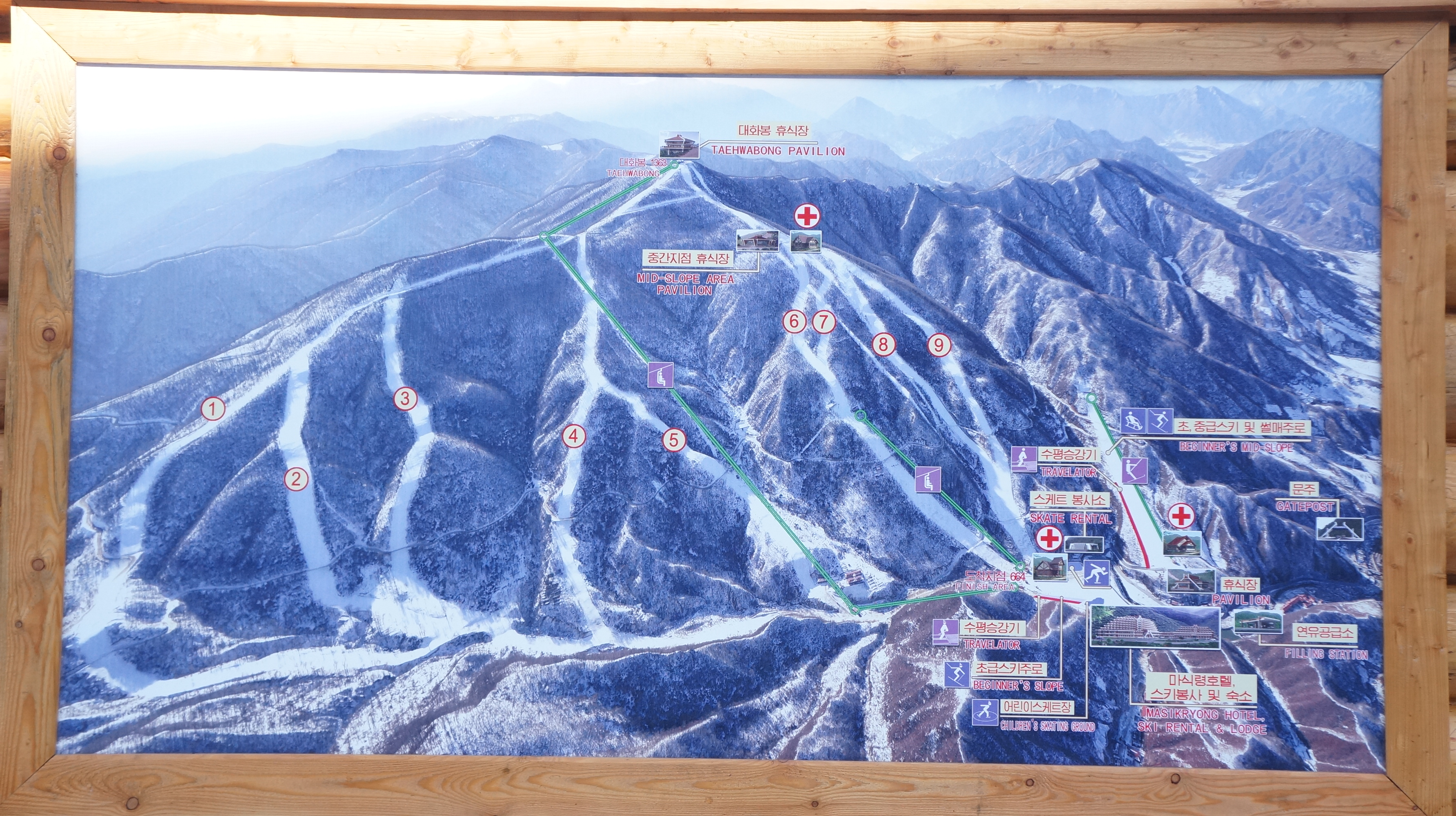
마식령 스키장의 지도

조선민주주의인민공화국은 2013년 12월 31일 새해에 맞춰 스키장을 완공하였다. 개장식에는 최룡해, 김기남 등 주요 요인과 인부들이 참석했으며,
김정은은 직접 리프트를 타면서 스키장을 시찰하였다.
1단계 공사를 마친 스키장에는 총 면적 1,400만M^2에, 슬로프 4면, 대화봉 (1,360M) 정상까지 케이블카와 호텔, 종업원 숙소도 건설되어 있었다.
2013년 12월 31일 개장일에 조선민주주의인민공화국 당국이 보여준 영상에는 스웨덴 아레코사의 제설기, 독일과 이탈리아제인 눈 관리용 장비 등 값비싼 제품이 있었다. NK 뉴스는 밀반입된 것들이라고 주장했다..
아레코는 조선민주주의인민공화국에 물품을 판매한 적이 없다며 유통 경로를 조사하겠다고 밝혔다.
조선민주주의인민공화국 당국은 10년 걸릴 공사인데 1년만에 준공했다고 홍보하고
1월 4일 노동 신문을 통해 모든 분야에 '마식령 속도전'과 연계해 추진할 것을 호소했으며
1월 13일 마식령 스키장을 "세계에 조선을 일깨운 역사적 사변"이라 칭하는 등
체제 선전에 이용했다. 1월 3일 노동신문이 보도한 마식령 스키장 사진에는 건물의 위치가 실제와 차이가 나거나, 사람들의 시선이 허공을 향하는 점 때문에 합성이 아니냐는 의혹이 일었다.
1월 9일에는 데니스 로드먼이 외국인으로선 최초로 스키장을 방문한 것을 기점으로
1월 16일 류훙차이 등 평양 주재 외교관 ,
1월 17일 안토니오 이노키를 차례로 초청하여 홍보 활동을 하였다. 데니스 로드먼이 방북할 때 현장에 있었다는 사이먼 코커넬은 조선민주주의인민공화국 당국이 스키장에 모란봉악단을 상주시켜 외국인 관광객을 유치한다고 밝혔다.
SBS는 조선민주주의인민공화국 측의 영상을 보면 슬로프는 물론 전반적으로 텅 비어있는 모습이 눈에 띈다며 "북한의 말대로 '세계에 조선을 일깨운 역사적 사변'치고는 조금 허전하단 생각"도 든다고 논평했다.
SBS는 금강산 관광 사업도 재개하려는 이유도 근처에 있는 마식령 스키장을 활성화시키기 위해서라고 분석했다.
8월 12일 NK뉴스는 조선민주주의인민공화국 당국이 예상 방문 인원을 하루 평균 5천명으로 기대하고, 이를 통해 총 6천만 달러 이상의 연 수입을 올릴 것으로 예상한다고 보도했다.
2014년 1월 16일 고려관광 대표인 사이먼 코커넬은 회사 블로그에 하루 평균 방문객은 200명이라 밝히며 대부분 인근도시인 원산에서 온 사람들이었다고 말했다. 전날 NK 뉴스에서는 "마식령 스키장이 매력적이고 특이했다"면서도 시설 안전 문제가 있다고 전했다. 자유아시아방송은 스키장의 1일 이용권이 25유로(약 3만6000원)로 정해졌다고 보도했다

## 평창 올림픽
조선민주주의인민공화국 체육성 원길우 부장은 2018년 강원도 평창에서 열리는 평창 동계 올림픽에 마식령 스키장을 제공할 수 있다고 밝혔다.
2002년 2010년 동계올림픽 유치 경쟁 당시, 조선민주주의인민공화국 장웅 IOC 위원은 남북공동개최를 언급했다. 3수 끝에 2018년 평창올림픽이 확정되었는데, 2013년 9월 3일 장웅 IOC 위원은 동계올림픽 분산개최에 긍정적인 발언을 하였다. 조선민주주의인민공화국은 2002년 이래 3수를 하는 동안 내내 한국의 평창올림픽에 지지를 보냈다. 그러나 월드컵과 규정이 달라서 2개국 분산유치는 불가능하다는 것이 자크 로게 IOC 위원장과 한국 IOC 위원회의 입장이다.

## 같이 보기
- 한반도 종단 철도